# ماوريسيو إيسلا
ماوريسيو أنيبال إيسلا (بالإسبانية: Mauricio Aníbal Isla) (مواليد سانتياغو,تشيلي 12 يونيو 1988) هو لاعب كرة قدم تشيلي يلعب حاليا كلاعب وسط لنادي يوفنتوس في الدوري الإيطالي ومنتخب تشيلي لكرة القدم، كما يجيد اللعب في مراكز الدفاع.

## مسيرته الكروية

### سنواته المبكرة
بدأ إيسلا حياته الكروية من نادي يونيفرسيداد كاتوليكا عام 1999 و كان يلعب في ذلك الوقت في مركز المهاجم، و بسبب طوله فقد تم تحويله للعب كمدافع، و بسبب مستواه بين زملائه في الفريق وخصوصاً باقي المدافعين فقد تم استدعاءه لتمثيل الفريق الأول عام 2006، ولكنه لم يشارك أساسياً حتى 2007، و بعد ذلك أعاد مدربه خوسيه ديل سولار إرساله إلى فريق الشباب.

### أودينيزي
كان أداء إيسلا جديراً بالاهتمام مع شباب يونيفرسيداد، فتم إستدعائه للمشاركة مع المنتخب الوطني تحت 20 عامًا في كأس العالم للشباب المقامة في كندا، وبعد مستواه المميز، انتقل إلى أودينيزي لتكون بدايته الفعلية في عالم الاحتراف، وقع عقداً مع أودينيزي لمدة 5 سنوات، وفي أودينيزي تم تحويله ليلعب في مركز الجناح خصوصاً وأنه يجيد اللعب الهجومي والدفاعي معاً، كما تميز إسلا بأداءه السريع وهو الذي كان علامة فارقة في أسلوب فريقه المعتمد على لعب المرتدات السريعة، كما كان مدهشاً في لعبه قدرته الكبيرة على التحمل، بدأ إسلا أولى مبارياته مع أودينيزي ضد باليرمو في ديسمبر 2007 ضمن منافسات كأس إيطاليا، و في مارس 2008، لعب أولى مبارياته في السيريا أي ضد باليرمو كذلك، واعترف إسلا في بداياته أنه كان عليه التكيف بأداءه مع أسلوب لعب الفريق، فـ شارك كظهير/جناح أيسر مع فريقه في معظم اللقاء وفي وقت الحاجة كان يشارك في مركز خط الوسط.
بعد رحيل سيموني بيبي إلى اليوفنتوس، اتخذ إسلا مركز أساسي في خطة أودينيزي 3-5-2 على الجناح الأيمن، نظراً لغياب دوشان باستا الطويل بسبب الإصابة، في موسم 2011/12 لاعب في مركز خط الوسط ضمن تشكيلة 4-1-4-1 و 4-4-1-1، كما في مواجهة أرسنال ضمن تصفيات التأهل لدوري أبطال أوروبا أو حين بعض من زملائه بسبب الإصابة، في فبراير 2012، تعرض إسلا لقطع في الرباط الصليبي في ركبته اليمنى، مما أدى إلى غيابه حتى سبتمبر 2012.

### يوفنتوس
في يونيو 2012، أعلن اليوفنتوس عن أن الفحوصات الطبية بينّت أنه بإمكان إيسلا المشاركة في موسم 2012–13 بشكل لائق، وعلى إثر ذلك تم شراء نصف بطاقة إسلا من أودينيزي مع إجبارية شراء النصف الآخر بعد موسم مقابل 9 ملايين تدفع عند الانتقال و 9 مثلها بعد موسم في صفقة مزدوجة رفقة زميله كوادو أسامواه. وعن انتقاله إلى يوفنتوس واللعب بجوار زميله أرتورو فيدال قال إيسلا "هذا حلم وتحقق، أن تلعب لأقوى فريق في إيطاليا هو أقصى ما يمكن أن يصل له لاعب مثلي، بعد العمل لسنوات عديدة في أودينيزي قلت لنفسي عاجلاً أم آجلاً سأنتقل للعب في نادي كبير مثل اليوفنتوس، هنا بإمكاني المنافسة على الألقاب، أريد أن ألعب وأفوز بكل شيء، حتى دوري أبطال أوروبا”

### مسيرته الدولية
بعد مشاركته في كأس العالم للشباب 2007 في كندا، تم استدعاءه للمرة الأولى مع منتخب تشيلي الأول في سبتمبر 2007، في مباراة ودية ضد سويسرا، حين واجه غوخان إنلر زميله في أودينيزي، كما شارك في مباراة أخرى ضد منتخب إسرائيل، ودخل كبديل في ذلك اللقاء، وشارك في مباراة التأهل ل كأس العالم 2010، ضد بيرو في مارس 2009، وفي كأس العالم 2010 شارك مع تشيلي في أربع لقاءات.

## روابط خارجية
- ماوريسيو إيسلا على موقع الاتحاد الدولي (مؤرشف)  (الإنجليزية)
- ماوريسيو إيسلا على موقع الاتحاد الأوربي (الإنجليزية)
- ماوريسيو إيسلا على موقع اتحاد تركيا (لاعب) (الإنجليزية)
- ماوريسيو إيسلا على موقع قاعدة بيانات كرة القدم.إي يو (الإنجليزية)
- ماوريسيو إيسلا على موقع بيانات كرة القدم. دي إي (الألمانية)
- ماوريسيو إيسلا على موقع ليكيب (الفرنسية)
- ماوريسيو إيسلا على موقع ناشيونال فوتبول تيمز (الإنجليزية)
- ماوريسيو إيسلا على موقع Soccerbase.com (لاعب) (الإنجليزية)
- ماوريسيو إيسلا على موقع Soccerway.com (الإنجليزية)
- ماوريسيو إيسلا على موقع عالم كرة القدم.نت (الإنجليزية)